# Saison 2019-2020 de l'Olympique lyonnais
Maillots
Chronologie
Saison précédente Saison suivante
La saison 2019-2020 de l'Olympique lyonnais est la soixante-dixième de l'histoire du club. Le club sort d'une saison où il a obtenu une troisième place en championnat directement qualificative pour la Ligue des Champions, du fait de la victoire de Chelsea en Ligue Europa 2018-2019.

## Transferts

### Transferts estivaux
Lors du mercato d'été, l'effectif lyonnais a perdu trois joueurs cadres de la saison précédente : le milieu Tanguy Ndombele (vendu 60 millions d'euros - plus 10 de bonus - à Tottenham, départ record du club et achat le plus cher de l'histoire du club londonien), le latéral gauche Ferland Mendy (parti pour 48 millions d'€ au Real Madrid), et son meneur de jeu (et capitaine) Nabil Fekir (au Betis Seville pour 20 millions d'€). Le club investit conséquemment en retour, avec les achats du milieu de terrain espoir français Jeff Reine-Adélaïde (en provenance du SCO Angers pour 25 millions d'euros, record d'achat du club), du jeune défenseur danois Joachim Andersen (pour 24 millions - plus 6 de bonus - d'€, en provenance de la Sampdoria de Gênes), des Lillois Thiago Mendes (milieu brésilien, 22 millions d'€) et Youssouf Koné (latéral malien, 9 millions d'€), et du prometteur milieu brésilien Jean Lucas (8 millions d'€).

## Stage et matchs d'avant saison
Pour sa préparation physique, l'Olympique lyonnais se rend en stage à Tignes du 7 au 12 juillet 2019. Sylvinho convoque pour ce stage 26 joueurs, dont de nombreux jeunes issus du centre de formation.
Durant ses matchs de pré-saison, l'Olympique lyonnais remporte le tournoi amical de l'Emirates Cup 2019 en battant Arsenal sur le score de 2-1.

## Effectif

### Joueurs professionnels
Effectif mis à jour le 19 octobre 2019.

### Joueurs réservistes
Le tableau suivant liste les joueurs de l'équipe réserve évoluant au sein du club pour la saison 2019-2020. Les noms en gras indiquent les joueurs ayant déjà été convoqués en équipe première.

### Joueurs en prêt
Le tableau suivant liste les joueurs en prêts pour la saison 2019-2020.

## Championnat de France

### Classement
| Rang | Équipe                 | Pts | J  | G  | N  | P  | Bp | Bc | Diff | Qualification ou relégation                                             |
| ---- | ---------------------- | --- | -- | -- | -- | -- | -- | -- | ---- | ----------------------------------------------------------------------- |
| 4    | LOSC Lille             | 49  | 28 | 15 | 4  | 9  | 35 | 27 | +8   | Qualification pour la phase de groupes de la Ligue Europa               |
| 5    | OGC Nice               | 41  | 28 | 11 | 8  | 9  | 41 | 38 | +3   | Qualification pour la phase de groupes de la Ligue Europa               |
| 6    | Stade de Reims         | 41  | 28 | 10 | 11 | 7  | 26 | 21 | +5   | Qualification pour le deuxième tour de qualification de la Ligue Europa |
| 7    | Olympique lyonnais     | 40  | 28 | 11 | 7  | 10 | 42 | 27 | +15  |                                                                         |
| 8    | Montpellier Hérault SC | 40  | 28 | 11 | 7  | 10 | 35 | 34 | +1   |                                                                         |
| 9    | AS Monaco              | 40  | 28 | 11 | 7  | 10 | 44 | 44 | 0    |                                                                         |
| 10   | RC Strasbourg Alsace   | 38  | 27 | 11 | 5  | 11 | 32 | 32 | 0    |                                                                         |

### Évolution du classement et des résultats
Phase aller
| Journée          | 1 | 2 | 3 | 4 | 5 | 6 | 7  | 8  | 9  | 10 | 11 | 12 | 13 | 14 | 15 | 16 | 17 | 18 | 19 |
| ---------------- | - | - | - | - | - | - | -- | -- | -- | -- | -- | -- | -- | -- | -- | -- | -- | -- | -- |
| Rang             | 1 | 1 | 2 | 5 | 8 | 9 | 11 | 11 | 14 | 17 | 13 | 10 | 14 | 9  | 7  | 10 | 7  | 8  | 12 |
| Résultat         | V | V | D | N | N | D | N  | D  | D  | N  | V  | V  | D  | V  | V  | D  | V  | D  | N  |
| Nombre de points | 3 | 6 | 6 | 7 | 8 | 8 | 9  | 9  | 9  | 10 | 13 | 16 | 16 | 19 | 22 | 22 | 25 | 25 | 26 |

Phase retour
| Journée          | 20 | 21 | 22 | 23 | 24 | 25 | 26 | 27 | 28 | 29 | 30 | 31 | 32 | 33 | 34 | 35 | 36 | 37 | 38 |
| ---------------- | -- | -- | -- | -- | -- | -- | -- | -- | -- | -- | -- | -- | -- | -- | -- | -- | -- | -- | -- |
| Rang             | 7  | 5  | 6  | 6  | 9  | 11 | 7  | 5  | 7  | -  | -  | -  | -  | -  | -  | -  | -  | -  | -  |
| Résultat         | V  | V  | D  | N  | D  | N  | V  | V  | D  | -  | -  | -  | -  | -  | -  | -  | -  | -  | -  |
| Nombre de points | 29 | 32 | 32 | 33 | 33 | 34 | 37 | 40 | 40 | -  | -  | -  | -  | -  | -  | -  | -  | -  | -  |

### Août
Récapitulatif Journées 1 à 4
| Journée 1                  | AS Monaco                                     | 0 – 3   | Olympique lyonnais                                                   |                                                                                               |                                                                                               |
| Vendredi 9 août 2019 20:45 |                                               | (0 – 2) | 5e Dembélé ( Traoré) · 36e Memphis ( Mendes) · 80e Tousart ( Mendes) | Stade Louis-II, Monaco Spectateurs : 12 663 Diffuseur : Canal+ Sport Arbitrage : Ruddy Buquet | Stade Louis-II, Monaco Spectateurs : 12 663 Diffuseur : Canal+ Sport Arbitrage : Ruddy Buquet |
| Vendredi 9 août 2019 20:45 | Fàbregas 30e · Benaglio 33e · Ballo-Touré 54e | Rapport | 33e Aouar · 63e Dubois                                               | Stade Louis-II, Monaco Spectateurs : 12 663 Diffuseur : Canal+ Sport Arbitrage : Ruddy Buquet | Stade Louis-II, Monaco Spectateurs : 12 663 Diffuseur : Canal+ Sport Arbitrage : Ruddy Buquet |

| Journée 2                   | Olympique lyonnais | 6 – 0   | Angers SCO                  | | |
| Vendredi 16 août 2019 20:45 | (Mendes ) Aouar 11e · Dembélé 36e · (Aouar ) Memphis 42e · (Aouar ) Memphis 48e · Dembélé 65e · (Memphis ) Jean Lucas 72e | (3 – 0) |                             | Parc Olympique lyonnais, Décines-Charpieu Spectateurs : 49 871 Diffuseur : Canal+ Sport Arbitrage : Benoît Millot | Parc Olympique lyonnais, Décines-Charpieu Spectateurs : 49 871 Diffuseur : Canal+ Sport Arbitrage : Benoît Millot |
| Vendredi 16 août 2019 20:45 | Traoré 61e | Rapport | 70e Capelle · 90+3e Bahoken | Parc Olympique lyonnais, Décines-Charpieu Spectateurs : 49 871 Diffuseur : Canal+ Sport Arbitrage : Benoît Millot | Parc Olympique lyonnais, Décines-Charpieu Spectateurs : 49 871 Diffuseur : Canal+ Sport Arbitrage : Benoît Millot |

| Journée 3                | Montpellier HSC          | 1 – 0   | Olympique lyonnais                                            | | |
| Mardi 27 août 2019 19:00 | Delort 37e · Souquet 42e | (1 – 0) |                                                               | Stade de la Mosson, Montpellier Spectateurs : 19 387 Diffuseur : BeIn Sports 1 Arbitrage : Mikaël Lesage | Stade de la Mosson, Montpellier Spectateurs : 19 387 Diffuseur : BeIn Sports 1 Arbitrage : Mikaël Lesage |
| Mardi 27 août 2019 19:00 | Mendes 54e · Souquet 90e | Rapport | 36e Andersen · 49e Tousart · 53e Koné · 56e Mendes · 82e Tete | Stade de la Mosson, Montpellier Spectateurs : 19 387 Diffuseur : BeIn Sports 1 Arbitrage : Mikaël Lesage | Stade de la Mosson, Montpellier Spectateurs : 19 387 Diffuseur : BeIn Sports 1 Arbitrage : Mikaël Lesage |

| Journée 4                 | Olympique lyonnais                             | 1 – 1   | Girondins de Bordeaux             | | |
| Samedi 31 août 2019 17:30 | (Terrier ) Depay 31e                           | (1 – 0) | 67e Briand                        | Parc Olympique lyonnais, Décines-Charpieu Spectateurs : 52 327 Diffuseur : Canal + Arbitrage : Antony Gautier | Parc Olympique lyonnais, Décines-Charpieu Spectateurs : 52 327 Diffuseur : Canal + Arbitrage : Antony Gautier |
| Samedi 31 août 2019 17:30 | Reine-Adélaïde 13e · Mendes 62e · Andersen 74e | Rapport | 15e Hwang · 40e Kalu · 69e Otávio | Parc Olympique lyonnais, Décines-Charpieu Spectateurs : 52 327 Diffuseur : Canal + Arbitrage : Antony Gautier | Parc Olympique lyonnais, Décines-Charpieu Spectateurs : 52 327 Diffuseur : Canal + Arbitrage : Antony Gautier |

### Septembre
Récapitulatif Journées 5 à 8
| Journée 5                        | Amiens SC                                  | 2 – 2   | Olympique lyonnais                 | | |
| Vendredi 13 septembre 2019 20:45 | Jallet 7e · (Jallet ) Bodmer 90+2e         | (1 — 2) | 9e Dembélé · 34e Dembélé ( Traoré) | Stade de la Licorne, Amiens Spectateurs : 12 577 Diffuseur : Canal+ Sport Arbitrage : Benoît Bastien | Stade de la Licorne, Amiens Spectateurs : 12 577 Diffuseur : Canal+ Sport Arbitrage : Benoît Bastien |
| Vendredi 13 septembre 2019 20:45 | Diabaté 3e · Monconduit 85e · Aleesami 88e | Rapport | 74e Reine-Adélaïde · 90+3e Tousart | Stade de la Licorne, Amiens Spectateurs : 12 577 Diffuseur : Canal+ Sport Arbitrage : Benoît Bastien | Stade de la Licorne, Amiens Spectateurs : 12 577 Diffuseur : Canal+ Sport Arbitrage : Benoît Bastien |

| Journée 6                        | Olympique lyonnais | 0 – 1   | Paris Saint-Germain    | | |
| Dimanche 21 septembre 2019 21:00 |                    | (0 – 0) | 88e Neymar ( Di María) | Parc Olympique lyonnais, Décines-Charpieu Spectateurs : 54 583 Diffuseur : Canal+ Arbitrage : Ruddy Buquet | Parc Olympique lyonnais, Décines-Charpieu Spectateurs : 54 583 Diffuseur : Canal+ Arbitrage : Ruddy Buquet |
| Dimanche 21 septembre 2019 21:00 | Koné 76e           | Rapport | 33e Diallo             | Parc Olympique lyonnais, Décines-Charpieu Spectateurs : 54 583 Diffuseur : Canal+ Arbitrage : Ruddy Buquet | Parc Olympique lyonnais, Décines-Charpieu Spectateurs : 54 583 Diffuseur : Canal+ Arbitrage : Ruddy Buquet |

| Journée 7                        | Stade brestois                      | 2 – 2   | Olympique lyonnais                  | | |
| Mercredi 25 septembre 2019 19:00 | Court 29e · (Faussurier ) Court 85e | (1 – 1) | 28e Dembélé · 69e Cornet ( Tousart) | Stade Francis-Le Blé Spectateurs : 14 472 Diffuseur : beIN Sports 1 (multiplex) et beIN Sports 2 Arbitrage : Amaury Delerue | Stade Francis-Le Blé Spectateurs : 14 472 Diffuseur : beIN Sports 1 (multiplex) et beIN Sports 2 Arbitrage : Amaury Delerue |
| Mercredi 25 septembre 2019 19:00 | Rapport                             |         |                                     | Stade Francis-Le Blé Spectateurs : 14 472 Diffuseur : beIN Sports 1 (multiplex) et beIN Sports 2 Arbitrage : Amaury Delerue | Stade Francis-Le Blé Spectateurs : 14 472 Diffuseur : beIN Sports 1 (multiplex) et beIN Sports 2 Arbitrage : Amaury Delerue |

| Journée 8                      | Olympique lyonnais       | 0 – 1   | FC Nantes                | | |
| Samedi 28 septembre 2019 13:30 |                          | (0 – 0) | 59e (csc) Marçal         | Parc Olympique lyonnais, Décines-Charpieu Spectateurs : 46 647 Diffuseur : Canal+ Arbitrage : Benoît Millot | Parc Olympique lyonnais, Décines-Charpieu Spectateurs : 46 647 Diffuseur : Canal+ Arbitrage : Benoît Millot |
| Samedi 28 septembre 2019 13:30 | Marcelo 10e · Dubois 55e | Rapport | 13e Appiah · 65e Pallois | Parc Olympique lyonnais, Décines-Charpieu Spectateurs : 46 647 Diffuseur : Canal+ Arbitrage : Benoît Millot | Parc Olympique lyonnais, Décines-Charpieu Spectateurs : 46 647 Diffuseur : Canal+ Arbitrage : Benoît Millot |

### Octobre

#### Récapitulatif Journées 9 à 11
| Journée 9                     | AS Saint-Étienne       | 1 – 0   | Olympique lyonnais            | | |
| Dimanche 5 octobre 2019 21:00 | (Boudebouz ) Berić 90e | (0 – 0) |                               | Stade Geoffroy-Guichard, Saint-Étienne Spectateurs : 34 071 Diffuseur : Canal+ Arbitrage : Clément Turpin | Stade Geoffroy-Guichard, Saint-Étienne Spectateurs : 34 071 Diffuseur : Canal+ Arbitrage : Clément Turpin |
| Dimanche 5 octobre 2019 21:00 | Youssouf 37e           | Rapport | 19e Marçal · 90+6e Jean Lucas | Stade Geoffroy-Guichard, Saint-Étienne Spectateurs : 34 071 Diffuseur : Canal+ Arbitrage : Clément Turpin | Stade Geoffroy-Guichard, Saint-Étienne Spectateurs : 34 071 Diffuseur : Canal+ Arbitrage : Clément Turpin |

| Journée 10                   | Olympique lyonnais | 0 – 0   | Dijon FCO | | |
| Samedi 19 octobre 2019 17:30 |                    | (0 – 0) |           | Parc Olympique lyonnais, Décines-Charpieu Spectateurs : 48 454 Diffuseur : Canal+ Arbitrage : Frank Schneider | Parc Olympique lyonnais, Décines-Charpieu Spectateurs : 48 454 Diffuseur : Canal+ Arbitrage : Frank Schneider |
| Samedi 19 octobre 2019 17:30 | Rapport            |         |           | Parc Olympique lyonnais, Décines-Charpieu Spectateurs : 48 454 Diffuseur : Canal+ Arbitrage : Frank Schneider | Parc Olympique lyonnais, Décines-Charpieu Spectateurs : 48 454 Diffuseur : Canal+ Arbitrage : Frank Schneider |

| Journée 11                   | Olympique lyonnais                          | 2 – 0   | FC Metz                | | |
| Samedi 26 octobre 2019 20:00 | (Denayer ) Memphis 28e · Dembélé 33e (pen.) | (2 – 0) |                        | Parc Olympique lyonnais, Décines-Charpieu Spectateurs : 48 889 Diffuseur : beIN Sports 1 (multiplex) et beIN Sports Max 5 Arbitrage : Johan Hamel | Parc Olympique lyonnais, Décines-Charpieu Spectateurs : 48 889 Diffuseur : beIN Sports 1 (multiplex) et beIN Sports Max 5 Arbitrage : Johan Hamel |
| Samedi 26 octobre 2019 20:00 | Tousart 38e                                 | Rapport | 10e Fofana · 32e Cabit | Parc Olympique lyonnais, Décines-Charpieu Spectateurs : 48 889 Diffuseur : beIN Sports 1 (multiplex) et beIN Sports Max 5 Arbitrage : Johan Hamel | Parc Olympique lyonnais, Décines-Charpieu Spectateurs : 48 889 Diffuseur : beIN Sports 1 (multiplex) et beIN Sports Max 5 Arbitrage : Johan Hamel |

### Novembre

#### Récapitulatif Journées 12 à 15
| Journée 12                   | Toulouse FC                              | 2 – 3   | Olympique lyonnais                                                         | | |
| Samedi 2 novembre 2019 20:00 | (Amian ) Sanogo 15e · Lopes 57e (csc)    | (1 - 1) | 26e Depay ( Reine-Adélaïde) · 67e Dembélé ( Aouar) · 90+5e Depay ( Mendes) | Stadium, Toulouse Spectateurs : 16 225 Diffuseur : beIN Sports 1 (multiplex) et beIN Sports Max 8 Arbitrage : Karim Abed | Stadium, Toulouse Spectateurs : 16 225 Diffuseur : beIN Sports 1 (multiplex) et beIN Sports Max 8 Arbitrage : Karim Abed |
| Samedi 2 novembre 2019 20:00 | Gonçalves 46e · Koné 82e · Vainqueur 84e | Rapport |                                                                            | Stadium, Toulouse Spectateurs : 16 225 Diffuseur : beIN Sports 1 (multiplex) et beIN Sports Max 8 Arbitrage : Karim Abed | Stadium, Toulouse Spectateurs : 16 225 Diffuseur : beIN Sports 1 (multiplex) et beIN Sports Max 8 Arbitrage : Karim Abed |

| Journée 13                      | Olympique de Marseille                    | 2 – 1   | Olympique lyonnais    |                                                                                                |                                                                                                |
| Dimanche 10 novembre 2019 21:00 | Payet 18e (pen.) · (Lopez ) Payet 39e     | (2 – 0) | 59e Dembélé ( Traoré) | Orange Vélodrome, Marseille Spectateurs : 65 421 Diffuseur : Canal+ Arbitrage : Antony Gautier | Orange Vélodrome, Marseille Spectateurs : 65 421 Diffuseur : Canal+ Arbitrage : Antony Gautier |
| Dimanche 10 novembre 2019 21:00 | Sarr 10e · González 46e 64e · Rongier 83e | Rapport |                       | Orange Vélodrome, Marseille Spectateurs : 65 421 Diffuseur : Canal+ Arbitrage : Antony Gautier | Orange Vélodrome, Marseille Spectateurs : 65 421 Diffuseur : Canal+ Arbitrage : Antony Gautier |

| Journée 14                    | Olympique lyonnais                             | 2 – 1   | OGC Nice                                  | | |
| Samedi 23 novembre 2019 17:30 | Reine-Adélaïde 10e · Dembélé 28e (pen.)        | (2 – 0) | 78e Dolberg ( Burner)                     | Parc Olympique lyonnais, Décines-Charpieu Spectateurs : 49 401 Diffuseur : Canal+ Arbitrage : Amaury Delerue | Parc Olympique lyonnais, Décines-Charpieu Spectateurs : 49 401 Diffuseur : Canal+ Arbitrage : Amaury Delerue |
| Samedi 23 novembre 2019 17:30 | Reine-Adélaïde 33e · Marçal 34e · Mendes 90+4e | Rapport | 56e Dante · 66e, 86e Burner · 90+4e Ounas | Parc Olympique lyonnais, Décines-Charpieu Spectateurs : 49 401 Diffuseur : Canal+ Arbitrage : Amaury Delerue | Parc Olympique lyonnais, Décines-Charpieu Spectateurs : 49 401 Diffuseur : Canal+ Arbitrage : Amaury Delerue |

| Journée 15                    | RC Strasbourg                         | 1 – 2   | Olympique lyonnais                        |                                                                                                  |                                                                                                  |
| Samedi 30 novembre 2019 17:30 | (Ajorque ) Fofana 22e                 | (1 – 1) | 40e Cornet · 75e Reine-Adélaïde ( Cornet) | Stade de la Meinau, Strasbourg Spectateurs : 25 455 Diffuseur : Canal+ Arbitrage : Mikael Lesage | Stade de la Meinau, Strasbourg Spectateurs : 25 455 Diffuseur : Canal+ Arbitrage : Mikael Lesage |
| Samedi 30 novembre 2019 17:30 | Lala 47e · Ajorque 68e · Da Costa 89e | Rapport | 90+4e Dembélé                             | Stade de la Meinau, Strasbourg Spectateurs : 25 455 Diffuseur : Canal+ Arbitrage : Mikael Lesage | Stade de la Meinau, Strasbourg Spectateurs : 25 455 Diffuseur : Canal+ Arbitrage : Mikael Lesage |

### Décembre

#### Récapitulatif Journées 16 à 19
| Journée 16                  | Olympique lyonnais | 0 – 1   | Lille LOSC              | | |
| Mardi 3 décembre 2019 21:00 |                    | (0 – 0) | 68e Ikoné ( Osimhen)    | Parc Olympique lyonnais, Décines-Charpieu Spectateurs : 42 535 Diffuseur : Canal+ Arbitrage : Ruddy Buquet | Parc Olympique lyonnais, Décines-Charpieu Spectateurs : 42 535 Diffuseur : Canal+ Arbitrage : Ruddy Buquet |
| Mardi 3 décembre 2019 21:00 | Rafael 79e         | Rapport | 59e Çelik · 78e Sanches | Parc Olympique lyonnais, Décines-Charpieu Spectateurs : 42 535 Diffuseur : Canal+ Arbitrage : Ruddy Buquet | Parc Olympique lyonnais, Décines-Charpieu Spectateurs : 42 535 Diffuseur : Canal+ Arbitrage : Ruddy Buquet |

| Journée 17                     | Nîmes Olympique             | 0 – 4   | Olympique lyonnais                                                                        | | |
| Vendredi 6 décembre 2019 20:45 |                             | (0 – 1) | 16e (pen.) Memphis · 64e Memphis ( Tete) · 71e Aouar ( Memphis) · 79e Andersen ( Tousart) | Stade des Costières, Nîmes Spectateurs : 12 801 Diffuseur : Canal+ Sport Arbitrage : Olivier Thual | Stade des Costières, Nîmes Spectateurs : 12 801 Diffuseur : Canal+ Sport Arbitrage : Olivier Thual |
| Vendredi 6 décembre 2019 20:45 | Valls 5e · Paquiez 38e, 40e | Rapport | 17e Caqueret · 50e Traoré                                                                 | Stade des Costières, Nîmes Spectateurs : 12 801 Diffuseur : Canal+ Sport Arbitrage : Olivier Thual | Stade des Costières, Nîmes Spectateurs : 12 801 Diffuseur : Canal+ Sport Arbitrage : Olivier Thual |

| Journée 18                      | Olympique lyonnais                         | 0 – 1   | Stade rennais                              | | |
| Dimanche 14 décembre 2019 17:00 |                                            | (0 – 0) | 89e Eduardo Camavinga ( Del Castillo)      | Parc Olympique lyonnais, Décines-Charpieu Spectateurs : 45 010 Diffuseur : BeIn Sports 1 Arbitrage : Benoît Bastien | Parc Olympique lyonnais, Décines-Charpieu Spectateurs : 45 010 Diffuseur : BeIn Sports 1 Arbitrage : Benoît Bastien |
| Dimanche 14 décembre 2019 17:00 | Traoré 53e · Andersen 56e · Caqueret 90+1e | Rapport | 45+1e Niang · 76e Bourigeaud · 82e Gnagnon | Parc Olympique lyonnais, Décines-Charpieu Spectateurs : 45 010 Diffuseur : BeIn Sports 1 Arbitrage : Benoît Bastien | Parc Olympique lyonnais, Décines-Charpieu Spectateurs : 45 010 Diffuseur : BeIn Sports 1 Arbitrage : Benoît Bastien |

| Journée 19                    | Stade de Reims             | 1 – 1   | Olympique lyonnais                       | | |
| Samedi 21 décembre 2019 21:00 | Cafaro 44e (pen.)          | (1 – 1) | 9e Tousart ( Mendes) · 83e Dembélé       | Stade Auguste-Delaune, Reims Spectateurs : 17 257 Diffuseur : Canal+, Foot+ et beIN Sports 1 Arbitrage : Frank Schneider | Stade Auguste-Delaune, Reims Spectateurs : 17 257 Diffuseur : Canal+, Foot+ et beIN Sports 1 Arbitrage : Frank Schneider |
| Samedi 21 décembre 2019 21:00 | Disasi 8e · Chavalerin 36e | Rapport | 20e Aouar · 41e Marcelo · 87e Jean Lucas | Stade Auguste-Delaune, Reims Spectateurs : 17 257 Diffuseur : Canal+, Foot+ et beIN Sports 1 Arbitrage : Frank Schneider | Stade Auguste-Delaune, Reims Spectateurs : 17 257 Diffuseur : Canal+, Foot+ et beIN Sports 1 Arbitrage : Frank Schneider |

### Janvier

#### Récapitulatif Journées 20 à 21
| Journée 20                     | Girondins de Bordeaux | 1 – 2   | Olympique lyonnais                            |                                                                                                 |                                                                                                 |
| Vendredi 11 janvier 2020 17:30 | Briand 15e            | (1 – 0) | 50e Cornet ( Dembélé) · 53e Dembélé ( Cornet) | Matmut Atlantique, Bordeaux Spectateurs : 28 737 Diffuseur : Canal + Arbitrage : Clément Turpin | Matmut Atlantique, Bordeaux Spectateurs : 28 737 Diffuseur : Canal + Arbitrage : Clément Turpin |
| Vendredi 11 janvier 2020 17:30 | Poussin 89e           | Rapport | Rafael 24e · Traoré 45+2e · Lopes 90e         | Matmut Atlantique, Bordeaux Spectateurs : 28 737 Diffuseur : Canal + Arbitrage : Clément Turpin | Matmut Atlantique, Bordeaux Spectateurs : 28 737 Diffuseur : Canal + Arbitrage : Clément Turpin |

| Journée 21                     | Olympique lyonnais                                                      | 3 – 0   | Toulouse FC   | | |
| Dimanche 25 janvier 2020 15:00 | (Aouar ) Cornet 29e · (Marçal ) Dembélé 71e · (Mendes ) Toko-Ekambi 77e | (1 – 0) |               | Parc Olympique lyonnais, Décines-Charpieu Spectateurs : 42 582 Diffuseur : BeIn Sports 1 Arbitrage : Antony Gautier | Parc Olympique lyonnais, Décines-Charpieu Spectateurs : 42 582 Diffuseur : BeIn Sports 1 Arbitrage : Antony Gautier |
| Dimanche 25 janvier 2020 15:00 |                                                                         | Rapport | Vainqueur 46e | Parc Olympique lyonnais, Décines-Charpieu Spectateurs : 42 582 Diffuseur : BeIn Sports 1 Arbitrage : Antony Gautier | Parc Olympique lyonnais, Décines-Charpieu Spectateurs : 42 582 Diffuseur : BeIn Sports 1 Arbitrage : Antony Gautier |

### Février

#### Récapitulatif des journées 22 à 27
| Journée 22                    | OGC Nice                                                     | 2 – 1   | Olympique lyonnais                      |                                                                                                 |                                                                                                 |
| Dimanche 2 février 2020 15:00 | Dolberg 33e · (Boudaoui ) Dolberg 63e                        | (1 – 1) | 45e Toko-Ekambi                         | Allianz Riviera, Nice Spectateurs : 23 553 Diffuseur : BeIn Sports 1 Arbitrage : Benoît Bastien | Allianz Riviera, Nice Spectateurs : 23 553 Diffuseur : BeIn Sports 1 Arbitrage : Benoît Bastien |
| Dimanche 2 février 2020 15:00 | Ounas 38e · Claude-Maurice 45+6e · Ounas 45+6e · Hérelle 71e | Rapport | Marçal 22e · Marcelo 45+6e · Rafael 52e | Allianz Riviera, Nice Spectateurs : 23 553 Diffuseur : BeIn Sports 1 Arbitrage : Benoît Bastien | Allianz Riviera, Nice Spectateurs : 23 553 Diffuseur : BeIn Sports 1 Arbitrage : Benoît Bastien |

| Journée 23                    | Olympique lyonnais | 0 – 0   | Amiens SC                   | | |
| Mercredi 5 février 2020 19:00 |                    | (0 – 0) |                             | Parc Olympique lyonnais, Décines-Charpieu Spectateurs : 36 670 Diffuseur : BeIn Sports 2 Arbitrage : Jérôme Miguelgorry | Parc Olympique lyonnais, Décines-Charpieu Spectateurs : 36 670 Diffuseur : BeIn Sports 2 Arbitrage : Jérôme Miguelgorry |
| Mercredi 5 février 2020 19:00 | Jean Lucas 52e     | Rapport | Dibassy 1e · Monconduit 60e | Parc Olympique lyonnais, Décines-Charpieu Spectateurs : 36 670 Diffuseur : BeIn Sports 2 Arbitrage : Jérôme Miguelgorry | Parc Olympique lyonnais, Décines-Charpieu Spectateurs : 36 670 Diffuseur : BeIn Sports 2 Arbitrage : Jérôme Miguelgorry |

| Journée 24                    | Paris Saint-Germain                                                                       | 4 – 2   | Olympique lyonnais                       |                                                                                            |                                                                                            |
| Dimanche 9 février 2020 21:00 | (Gueye ) Di María 22e · (Meunier ) Mbappé 38e · Marçal 47e (csc) · (Di María ) Cavani 79e | (2 – 0) | 52e Terrier · 57e Dembélé ( Toko-Ekambi) | Parc des Princes, Paris Spectateurs : 47 529 Diffuseur : Canal+ Arbitrage : Clément Turpin | Parc des Princes, Paris Spectateurs : 47 529 Diffuseur : Canal+ Arbitrage : Clément Turpin |
| Dimanche 9 février 2020 21:00 | Kimpembe 45+1e                                                                            | Rapport | Toko-Ekambi 90e · Marcelo 90+3e          | Parc des Princes, Paris Spectateurs : 47 529 Diffuseur : Canal+ Arbitrage : Clément Turpin | Parc des Princes, Paris Spectateurs : 47 529 Diffuseur : Canal+ Arbitrage : Clément Turpin |

| Journée 25                     | Olympique lyonnais                     | 1 – 1   | RC Strasbourg     |                                                                                             |                                                                                             |
| Dimanche 16 février 2020 15:00 | (Cornet ) Traoré 21e                   | (1 – 1) | 42e Zohi ( Waris) | Parc Olympique lyonnais, Décines-Charpieu Diffuseur : BeIn Sports 1 Arbitrage : Johan Hamel | Parc Olympique lyonnais, Décines-Charpieu Diffuseur : BeIn Sports 1 Arbitrage : Johan Hamel |
| Dimanche 16 février 2020 15:00 | Traoré 41e · Aouar 79e · Dembélé 90+4e | Rapport | 47e Koné          | Parc Olympique lyonnais, Décines-Charpieu Diffuseur : BeIn Sports 1 Arbitrage : Johan Hamel | Parc Olympique lyonnais, Décines-Charpieu Diffuseur : BeIn Sports 1 Arbitrage : Johan Hamel |

| Journée 26               | FC Metz                    | 0 – 2   | Olympique lyonnais                          |                                                          |                                                          |
| Dimanche 22 février 2020 |                            | (0 – 1) | 45e (pen.) Dembélé · 90+4e Aouar ( Dembélé) | Stade Saint-Symphorien, Metz Arbitrage : Éric Wattellier | Stade Saint-Symphorien, Metz Arbitrage : Éric Wattellier |
| Dimanche 22 février 2020 | Oukidja 45+7e · Diallo 82e | Rapport | Cornet 35e                                  | Stade Saint-Symphorien, Metz Arbitrage : Éric Wattellier | Stade Saint-Symphorien, Metz Arbitrage : Éric Wattellier |

| Journée 27                     | Olympique lyonnais                                     | 2 – 0   | AS Saint-Étienne                                         | | |
| Dimanche 29 février 2020 21:00 | (Terrier ) Dembélé 27e · Dembélé 90+6e                 | (1 – 0) |                                                          | Parc Olympique lyonnais, Décines-Charpieu Spectateurs : 52 772 Diffuseur : Canal+ Arbitrage : Frank Schneider | Parc Olympique lyonnais, Décines-Charpieu Spectateurs : 52 772 Diffuseur : Canal+ Arbitrage : Frank Schneider |
| Dimanche 29 février 2020 21:00 | Dubois 53e · Dembélé 67e · Tousart 77e · Guimarães 87e | Rapport | 26e Debuchy · 39e Trauco · 77e Abi · 90+4e Kolodziejczak | Parc Olympique lyonnais, Décines-Charpieu Spectateurs : 52 772 Diffuseur : Canal+ Arbitrage : Frank Schneider | Parc Olympique lyonnais, Décines-Charpieu Spectateurs : 52 772 Diffuseur : Canal+ Arbitrage : Frank Schneider |

### Mars

#### Récapitulatif Journées 28 à 30
| Journée 28               | Lille LOSC        | 1 – 0   | Olympique lyonnais                         | | |
| Samedi 7 mars 2020 21:00 | (Bamba ) Rémy 33e | (1 – 0) |                                            | Stade Pierre-Mauroy, Villeneuve-d'Ascq Spectateurs : 40 164 Diffuseur : Canal+ Arbitrage : Benoît Bastien | Stade Pierre-Mauroy, Villeneuve-d'Ascq Spectateurs : 40 164 Diffuseur : Canal+ Arbitrage : Benoît Bastien |
| Samedi 7 mars 2020 21:00 | Rémy 45+1e        | Rapport | 57e Toko-Ekambi · 70e Traoré · 78e Tousart | Stade Pierre-Mauroy, Villeneuve-d'Ascq Spectateurs : 40 164 Diffuseur : Canal+ Arbitrage : Benoît Bastien | Stade Pierre-Mauroy, Villeneuve-d'Ascq Spectateurs : 40 164 Diffuseur : Canal+ Arbitrage : Benoît Bastien |

| Journée 29            | Olympique lyonnais | Annulé | Stade de Reims |                                           |                                           |
| Dimanche 14 mars 2020 |                    |        |                | Parc Olympique lyonnais, Décines-Charpieu | Parc Olympique lyonnais, Décines-Charpieu |

| Journée 30            | Stade rennais | Annulé | Olympique lyonnais |                      |                      |
| Dimanche 21 mars 2020 |               |        |                    | Roazhon Park, Rennes | Roazhon Park, Rennes |

### Avril

#### Récapitulatif Journées 31 à 34
| Journée 31          | Olympique lyonnais | Annulé | Nîmes |                                           |                                           |
| Samedi 5 avril 2020 |                    |        |       | Parc Olympique lyonnais, Décines-Charpieu | Parc Olympique lyonnais, Décines-Charpieu |

| Journée 32             | FC Nantes | Annulé | Olympique lyonnais |                               |                               |
| Vendredi 11 avril 2020 |           |        |                    | Stade de la Beaujoire, Nantes | Stade de la Beaujoire, Nantes |

| Journée 33                   | Olympique lyonnais | Annulé | Olympique de Marseille |                                                              |                                                              |
| Dimanche 19 avril 2020 21:00 |                    |        |                        | Parc Olympique lyonnais, Décines-Charpieu Diffuseur : Canal+ | Parc Olympique lyonnais, Décines-Charpieu Diffuseur : Canal+ |

| Journée 34             | Olympique lyonnais | Annulé | AS Monaco |                                           |                                           |
| Vendredi 26 avril 2020 |                    |        |           | Parc Olympique lyonnais, Décines-Charpieu | Parc Olympique lyonnais, Décines-Charpieu |

### Mai

#### Récapitulatif Journées 35 à 38
| Journée 35          | Dijon FCO | Annulé | Olympique lyonnais |                            |                            |
| Dimanche 2 mai 2020 |           |        |                    | Stade Gaston-Gérard, Dijon | Stade Gaston-Gérard, Dijon |

| Journée 36          | Olympique lyonnais | Annulé | Montpellier HSC |                                           |                                           |
| Dimanche 9 mai 2020 |                    |        |                 | Parc Olympique lyonnais, Décines-Charpieu | Parc Olympique lyonnais, Décines-Charpieu |

| Journée 37         | Angers SCO | Annulé | Olympique lyonnais |                            |                            |
| Samedi 16 mai 2020 |            |        |                    | Stade Raymond-Kopa, Angers | Stade Raymond-Kopa, Angers |

| Journée 38         | Olympique lyonnais | Annulé | Stade brestois |                                           |                                           |
| Samedi 23 mai 2020 |                    |        |                | Parc Olympique lyonnais, Décines-Charpieu | Parc Olympique lyonnais, Décines-Charpieu |

## Ligue des Champions

### Parcours en Ligue des champions

#### Phase de poules
| Rang | Équipe                   | Pts | J | G | N | P | Bp | Bc | Diff |  | Résultats (▼ dom., ► ext.) |     |     |     |     |
| ---- | ------------------------ | --- | - | - | - | - | -- | -- | ---- |  | -------------------------- | --- | --- | --- | --- |
| 1    | RB Leipzig               | 11  | 6 | 3 | 2 | 1 | 10 | 8  | +2   |  | RB Leipzig                 |     | 0-2 | 2-2 | 2-1 |
| 2    | Olympique lyonnais       | 8   | 6 | 2 | 2 | 2 | 9  | 8  | +1   |  | Olympique lyonnais         | 2-2 |     | 3-1 | 1-1 |
| 3    | Benfica Lisbonne         | 7   | 6 | 2 | 1 | 3 | 10 | 11 | -1   |  | Benfica Lisbonne           | 1-2 | 2-1 |     | 3-0 |
| 4    | Zénith Saint-Pétersbourg | 7   | 6 | 2 | 1 | 3 | 7  | 9  | -2   |  | Zénith Saint-Pétersbourg   | 0-2 | 2-0 | 3-1 |     |

| 1re journée                   | Olympique lyonnais | 1 – 1   | Zénith Saint-Pétersbourg                                |                                                                                    |                                                                                    |
| Mardi 17 septembre 2019 18:55 | Memphis 51e (pen.) | (0 – 1) | 41e Azmoun ( Dziouba)                                   | Groupama Stadium, Décines-Charpieu Spectateurs : 47 201 Arbitrage : Michael Oliver | Groupama Stadium, Décines-Charpieu Spectateurs : 47 201 Arbitrage : Michael Oliver |
| Mardi 17 septembre 2019 18:55 | Koné 71e           | Rapport | 38e Azmoun · 61e Rakitskiy · 70e Kouziaïev · 87e Shatov | Groupama Stadium, Décines-Charpieu Spectateurs : 47 201 Arbitrage : Michael Oliver | Groupama Stadium, Décines-Charpieu Spectateurs : 47 201 Arbitrage : Michael Oliver |

| 2e journée                    | RB Leipzig                              | 0 – 2   | Olympique lyonnais                 |                                                                              |                                                                              |
| Mercredi 2 octobre 2019 21:00 |                                         | (0 – 1) | 11e Memphis ( Aouar) · 65e Terrier | Red Bull Arena, Leipzig Spectateurs : 40 194 Arbitrage : Antonio Mateu Lahoz | Red Bull Arena, Leipzig Spectateurs : 40 194 Arbitrage : Antonio Mateu Lahoz |
| Mercredi 2 octobre 2019 21:00 | Haidara 43e · Upamecano 54e · Orban 55e | Rapport |                                    | Red Bull Arena, Leipzig Spectateurs : 40 194 Arbitrage : Antonio Mateu Lahoz | Red Bull Arena, Leipzig Spectateurs : 40 194 Arbitrage : Antonio Mateu Lahoz |

| 3e journée                     | Benfica Lisbonne             | 2 – 1   | Olympique lyonnais                   |                                                                              |                                                                              |
| Mercredi 23 octobre 2019 21:00 | (Cervi ) Rafa 4e · Pizzi 86e | (1 – 0) | 70e Memphis ( Dubois)                | Estádio da Luz, Lisbonne Spectateurs : 53 035 Arbitrage : Ivan Kružliak (en) | Estádio da Luz, Lisbonne Spectateurs : 53 035 Arbitrage : Ivan Kružliak (en) |
| Mercredi 23 octobre 2019 21:00 | Pizzi 42e · Gedson 59e       | Rapport | 10e Marcelo · 26e Dembélé · 38e Koné | Estádio da Luz, Lisbonne Spectateurs : 53 035 Arbitrage : Ivan Kružliak (en) | Estádio da Luz, Lisbonne Spectateurs : 53 035 Arbitrage : Ivan Kružliak (en) |

| 4e journée                  | Olympique lyonnais                                                  | 3 – 1   | Benfica Lisbonne             |                                                                                   |                                                                                   |
| Mardi 5 novembre 2019 21:00 | (Dubois ) Andersen 4e · (Aouar ) Memphis 33e · (Cornet ) Traoré 89e | (2 – 0) | 76e Seferović ( Pizzi)       | Groupama Stadium, Décines-Charpieu Spectateurs : 51 077 Arbitrage : Björn Kuipers | Groupama Stadium, Décines-Charpieu Spectateurs : 51 077 Arbitrage : Björn Kuipers |
| Mardi 5 novembre 2019 21:00 |                                                                     | Rapport | 43e Gabriel · 61e Florentino | Groupama Stadium, Décines-Charpieu Spectateurs : 51 077 Arbitrage : Björn Kuipers | Groupama Stadium, Décines-Charpieu Spectateurs : 51 077 Arbitrage : Björn Kuipers |

| 5e journée                      | Zénith Saint-Pétersbourg                                 | 2 – 0   | Olympique lyonnais                     |                                                                                  |                                                                                  |
| Mercredi 27 novembre 2019 18:55 | (Santos ) Dziouba 42e · (Jirkov ) Ozdoïev 84e            | (1 – 0) |                                        | Gazprom Arena, Saint-Pétersbourg Spectateurs : 51 183 Arbitrage : Daniele Orsato | Gazprom Arena, Saint-Pétersbourg Spectateurs : 51 183 Arbitrage : Daniele Orsato |
| Mercredi 27 novembre 2019 18:55 | Kuzyayev 16e · Barrios 57e · Ozdoïev 73e · Rakitskiy 89e | Rapport | 29e Andersen · 43e Marçal · 44e Dubois | Gazprom Arena, Saint-Pétersbourg Spectateurs : 51 183 Arbitrage : Daniele Orsato | Gazprom Arena, Saint-Pétersbourg Spectateurs : 51 183 Arbitrage : Daniele Orsato |

| 6e journée                   | Olympique lyonnais                 | 2 – 2   | RB Leipzig                                |                                                                                              |                                                                                              |
| Mardi 10 décembre 2019 21:00 | (Tousart ) Aouar 50e · Memphis 82e | (0 – 2) | 9e (pen.) Forsberg · 33e (pen.) Werner    | Groupama Stadium, Décines-Charpieu Spectateurs : 53 288 Arbitrage : Anthony Taylor (arbitre) | Groupama Stadium, Décines-Charpieu Spectateurs : 53 288 Arbitrage : Anthony Taylor (arbitre) |
| Mardi 10 décembre 2019 21:00 | Mendes 33e                         | Rapport | 3e Upamecano · 52e Mukiele · 63e Saracchi | Groupama Stadium, Décines-Charpieu Spectateurs : 53 288 Arbitrage : Anthony Taylor (arbitre) | Groupama Stadium, Décines-Charpieu Spectateurs : 53 288 Arbitrage : Anthony Taylor (arbitre) |

#### Phase finale
| 8e finale aller                        | Olympique lyonnais       | 1 – 0   | Juventus |                                                                                            |                                                                                            |
| Mercredi 26 février 2020 21:00 (UTC+1) | (Aouar ) Tousart 31e     | (1 – 0) |          | Groupama Stadium, Décines-Charpieu Spectateurs : 57 335 Arbitrage : Jesús Gil Manzano (en) | Groupama Stadium, Décines-Charpieu Spectateurs : 57 335 Arbitrage : Jesús Gil Manzano (en) |
| Mercredi 26 février 2020 21:00 (UTC+1) | Marcelo 28e · Cornet 61e | Rapport |          | Groupama Stadium, Décines-Charpieu Spectateurs : 57 335 Arbitrage : Jesús Gil Manzano (en) | Groupama Stadium, Décines-Charpieu Spectateurs : 57 335 Arbitrage : Jesús Gil Manzano (en) |

| 8e finale retour                   | Juventus FC                               | 2 - 1   | Olympique lyonnais |                                                 |                                                 |
| Vendredi 7 août 2020 21:00 (UTC+1) | Cristiano Ronaldo 43e (pen.) 60e          | (1 - 1) | Memphis Depay 12e (pen.) | Allianz Stadium, Turin Arbitrage : Felix Zwayer | Allianz Stadium, Turin Arbitrage : Felix Zwayer |
| Vendredi 7 août 2020 21:00 (UTC+1) | Juan Cuadrado 31e · Rodrigo Bentancur 44e | Rapport | Houssem Aouar 19e · Léo Dubois 38e · Memphis Depay 42e · Anthony Lopes 76e · Maxwell Cornet 79e · Maxence Caqueret 87e · Fernando Marçal 89e | Allianz Stadium, Turin Arbitrage : Felix Zwayer | Allianz Stadium, Turin Arbitrage : Felix Zwayer |

| Quart de finale    | Manchester City | 1 - 3   | Olympique lyonnais         | Stade José Alvalade,Lisbonne |  |
| 15 août 2020 21h00 | de Bruyne 69e   | (0 - 1) | 24e Cornet 79e 87e Démbélé |                              |  |

| Demi-Finale                    | Olympique lyonnais | 0 - 3   | Bayern Munich                    |                              |                              |
| Mercredi 19 juillet 2020 21h00 |                    | (0 - 2) | 18e 33e Gnabry · 88e Lewandowski | Stade José Alvalade,Lisbonne | Stade José Alvalade,Lisbonne |

## Coupe de la Ligue
| 8e de finale                    | Olympique lyonnais (L1)                                                               | 4 – 1   | Toulouse (L1)       | Groupama Stadium, Décines-Charpieu                                       |                                                                          |
| Mercredi 18 décembre 2019 18:45 | (Jean Lucas ) Traoré 2e · (Mendes ) Lucas 17e · Traoré 57e · (Dembélé ) Terrier 90+1e | (2 – 0) | 47e Koné ( Makengo) | Spectateurs : 21 902 Diffuseur : Canal+ Sport Arbitrage : Thomas Léonard | Spectateurs : 21 902 Diffuseur : Canal+ Sport Arbitrage : Thomas Léonard |
| Mercredi 18 décembre 2019 18:45 | Jean Lucas 24e · Traoré 53e                                                           | Rapport |                     | Spectateurs : 21 902 Diffuseur : Canal+ Sport Arbitrage : Thomas Léonard | Spectateurs : 21 902 Diffuseur : Canal+ Sport Arbitrage : Thomas Léonard |

| Quart de finale               | Olympique lyonnais (L1)                                                 | 3 – 1   | Stade brestois (L1)                                       | Groupama Stadium, Décines-Charpieu                                                                      | |
| Mercredi 8 janvier 2020 18:45 | (Aouar ) Dembélé 19e · (Tete ) Aouar 55e · (Caqueret ) Jean Lucas 90+1e | (2 – 0) | 85e Grandsir ( Mayi)                                      | Spectateurs : 20 096 Diffuseur : Canal+ Sport Arbitrage : Jérôme Brisard Arbitre vidéo : Antony Gautier | Spectateurs : 20 096 Diffuseur : Canal+ Sport Arbitrage : Jérôme Brisard Arbitre vidéo : Antony Gautier |
| Mercredi 8 janvier 2020 18:45 | Tousart 41e · Aouar 59e · Jean Lucas 90+2e · Caqueret 90+4e             | Rapport | 59e Magnetti · 63e Charbonnier · 85e N'Goma · 87e Perraud | Spectateurs : 20 096 Diffuseur : Canal+ Sport Arbitrage : Jérôme Brisard Arbitre vidéo : Antony Gautier | Spectateurs : 20 096 Diffuseur : Canal+ Sport Arbitrage : Jérôme Brisard Arbitre vidéo : Antony Gautier |

| Demi-finale                 | Olympique lyonnais (L1)                                | 2 – 2             | LOSC Lille (L1)                            | Groupama Stadium, Décines-Charpieu                                                                                   | |
| Mardi 21 janvier 2020 21:10 | Dembélé 17e (pen.) · (Dembélé ) Aouar 85e              | (1 – 1)           | 13e Sanches ( Osimhen) · 90+1e (pen.) Rémy | Spectateurs : 35 248 Diffuseur : Canal+ Sport, France 2 Arbitrage : Benoît Millot Arbitre vidéo : Stéphanie Frappart | Spectateurs : 35 248 Diffuseur : Canal+ Sport, France 2 Arbitrage : Benoît Millot Arbitre vidéo : Stéphanie Frappart |
| Mardi 21 janvier 2020 21:10 | Mendes 37e · Marçal 81e · Rafael 90+1e · Marcelo 90+5e | Rapport           | 59e Reinildo ·                             | Spectateurs : 35 248 Diffuseur : Canal+ Sport, France 2 Arbitrage : Benoît Millot Arbitre vidéo : Stéphanie Frappart | Spectateurs : 35 248 Diffuseur : Canal+ Sport, France 2 Arbitrage : Benoît Millot Arbitre vidéo : Stéphanie Frappart |
| Mardi 21 janvier 2020 21:10 | Dembélé · Terrier · Cornet · Mendes                    | Tirs au but 4 – 3 | Bamba · Rémy · André · Osimhen · Sanches   | Spectateurs : 35 248 Diffuseur : Canal+ Sport, France 2 Arbitrage : Benoît Millot Arbitre vidéo : Stéphanie Frappart | Spectateurs : 35 248 Diffuseur : Canal+ Sport, France 2 Arbitrage : Benoît Millot Arbitre vidéo : Stéphanie Frappart |

| Finale                         | Paris Saint Germain (L1)                                          | 0 - 0           | Olympique lyonnais (L1)                             | Stade de France, Saint-Denis                     |                                                  |
| Vendredi 31 juillet 2020 21:05 |                                                                   | (0-0, 0-0, 0-0) |                                                     | Spectateurs : 0 (huis clos) Diffuseur : France 3 | Spectateurs : 0 (huis clos) Diffuseur : France 3 |
| Vendredi 31 juillet 2020 21:05 | T.Silva 55e Herrera 79e Marquinhos 95e Paredes 100e Di María 115e | Rapport         | Caqueret 19e Guimarães 61e Marcal 94e Rafael ·      | Spectateurs : 0 (huis clos) Diffuseur : France 3 | Spectateurs : 0 (huis clos) Diffuseur : France 3 |
| Vendredi 31 juillet 2020 21:05 | Di María Verratti Paredes Herrera Neymar Sarabia                  | Tirs au but 6-5 | Andersen Toko-Ekambi Caqueret Mendes Aouar B.Traoré | Spectateurs : 0 (huis clos) Diffuseur : France 3 | Spectateurs : 0 (huis clos) Diffuseur : France 3 |

## Coupe de France

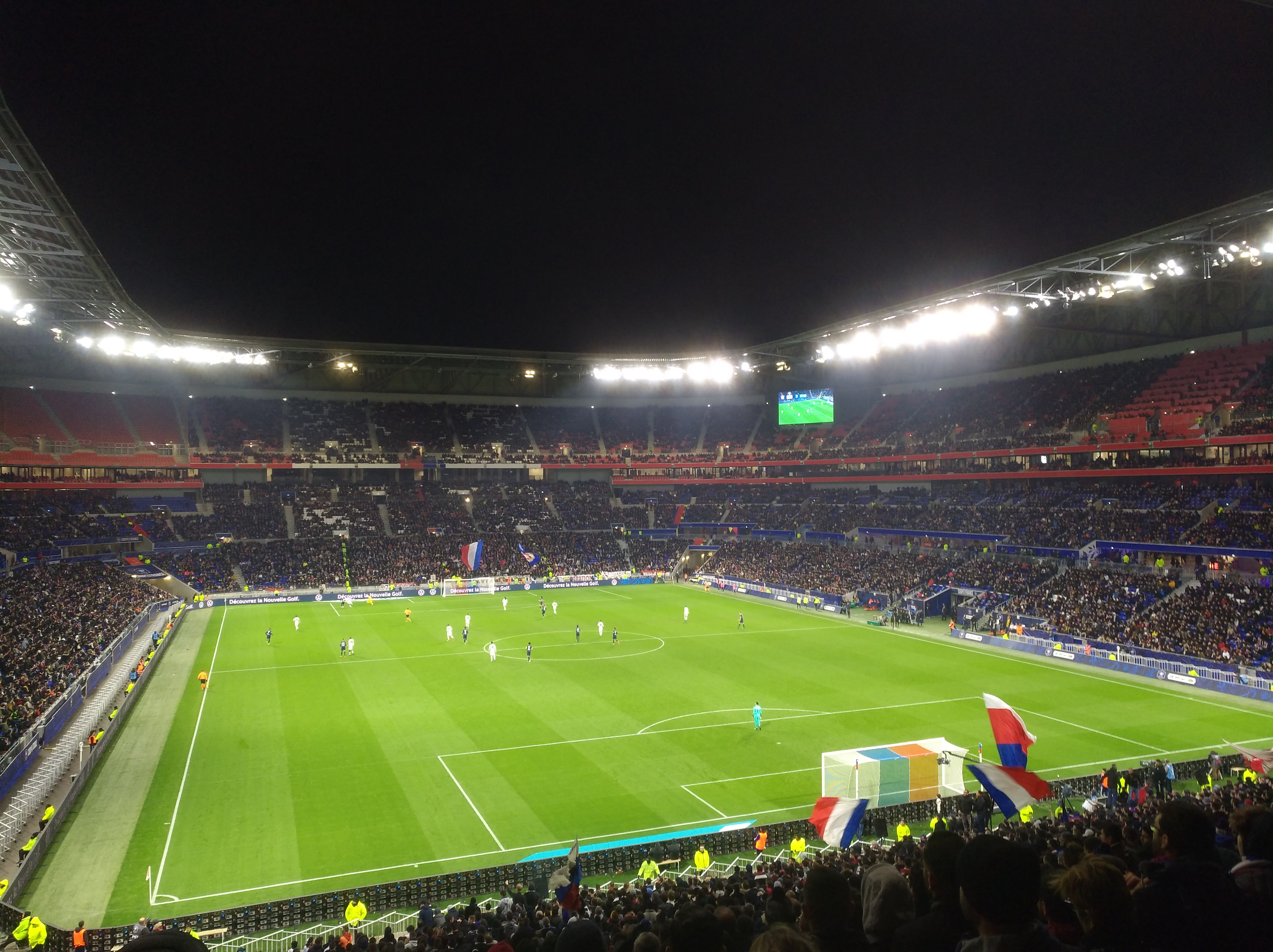
Vue du stade lors de la demi-finale de la Coupe de France face au PSG.

| 32e de finale               | Bourg-en-Bresse 01 (N) | 0 – 7   | Olympique lyonnais (L1) | Stade Marcel-Verchère, Bourg-en-Bresse                |                                                       |
| Samedi 4 janvier 2020 20:55 |                        | (0 – 2) | 17e Dembélé · 41e Dembélé · 46e Terrier · 55e Cornet ( Dembélé) · 82e Caqueret ( Terrier) · 89e Aouar ( Caqueret) · 90+1e Cherki | Diffuseur : Eurosport 2 Arbitrage : Hakim Ben El Hadj | Diffuseur : Eurosport 2 Arbitrage : Hakim Ben El Hadj |
| Samedi 4 janvier 2020 20:55 | Rapport                |         | | Diffuseur : Eurosport 2 Arbitrage : Hakim Ben El Hadj | Diffuseur : Eurosport 2 Arbitrage : Hakim Ben El Hadj |

| 16e de finale                | FC Nantes (L1)                                                  | 3 – 4   | Olympique lyonnais (L1)                                                                                  | Stade de la Beaujoire, Nantes                     |                                                   |
| Samedi 18 janvier 2020 20:55 | (Simon ) Emond 16e · (Simon ) Louza 83e · (Limbombe ) Simon 86e | (1 – 3) | 2e Cherki ( Terrier) · 9e Cherki ( Traoré) · 37e Terrier ( Cherki) · 68e Dembélé · 69e Dembélé ( Cherki) | Diffuseur : Eurosport 2 Arbitrage : Mikaël Lesage | Diffuseur : Eurosport 2 Arbitrage : Mikaël Lesage |
| Samedi 18 janvier 2020 20:55 | Rapport                                                         |         | | Diffuseur : Eurosport 2 Arbitrage : Mikaël Lesage | Diffuseur : Eurosport 2 Arbitrage : Mikaël Lesage |

| 8e de finale                | OGC Nice (L1)            | 1 – 2   | Olympique lyonnais (L1)                    | Allianz Riviera, Nice                                                   |                                                                         |
| Jeudi 30 janvier 2020 20:55 | (Dante ) Ounas 89e       | (0 – 1) | 15e Dembélé ( Cornet) · 90+3e (pen.) Aouar | Spectateurs : 9 646 Diffuseur : Eurosport 2 Arbitrage : Frank Schneider | Spectateurs : 9 646 Diffuseur : Eurosport 2 Arbitrage : Frank Schneider |
| Jeudi 30 janvier 2020 20:55 | 65e Thuram · 90+1e Dante | Rapport | 73e Tete · 73e Marcelo · 76e Rafael        | Spectateurs : 9 646 Diffuseur : Eurosport 2 Arbitrage : Frank Schneider | Spectateurs : 9 646 Diffuseur : Eurosport 2 Arbitrage : Frank Schneider |

| Quart de finale                 | Olympique lyonnais (L1)           | 1 – 0   | Olympique de Marseille (L1)            | Groupama Stadium, Décines-Charpieu                          |                                                             |
| Mercredi 12 février 2020 21 h 5 | Dembélé 68e · (Traoré ) Aouar 81e | (0 – 0) |                                        | Diffuseur : Eurosport 2, France 3 Arbitrage : Benoît Millot | Diffuseur : Eurosport 2, France 3 Arbitrage : Benoît Millot |
| Mercredi 12 février 2020 21 h 5 | Tete 17e                          | Rapport | 37e Strootman · 49e Sanson · 69e Sakai | Diffuseur : Eurosport 2, France 3 Arbitrage : Benoît Millot | Diffuseur : Eurosport 2, France 3 Arbitrage : Benoît Millot |

| Demi-finale       | Olympique lyonnais (L1)      | 1 – 5   | Paris Saint Germain (L1)                                                            | Groupama Stadium, Décines-Charpieu                                              |                                                                                 |
| 4 mars 2020 21:10 | (Toko-Ekambi ) Terrier 11e   | (1 – 1) | 14e Mbappé ( Kurzawa) · 64e (pen.) Neymar · 70e Mbappé · 81e Sarabia · 90+2e Mbappé | Spectateurs : 42 500 Diffuseur : Eurosport 2, France 2 Arbitrage : Ruddy Buquet | Spectateurs : 42 500 Diffuseur : Eurosport 2, France 2 Arbitrage : Ruddy Buquet |
| 4 mars 2020 21:10 | Marçal 36e, 61e · Dubois 66e | Rapport | 30e Kurzawa · 55e Meunier · 64e Mbappé · 85e Neymar                                 | Spectateurs : 42 500 Diffuseur : Eurosport 2, France 2 Arbitrage : Ruddy Buquet | Spectateurs : 42 500 Diffuseur : Eurosport 2, France 2 Arbitrage : Ruddy Buquet |

## Statistiques

### Collectives
Mise à jour effectuée le 20 février 2020.
| Compétition                   | Matches joués | Matchs gagnés | Matchs nuls | Matchs perdus | Buts marqués | Buts encaissés | Différence de buts |
| ----------------------------- | ------------- | ------------- | ----------- | ------------- | ------------ | -------------- | ------------------ |
| Ligue 1                       | 27            | 11            | 7           | 9             | 42           | 26             | +16                |
| Ligue des champions de l'UEFA | 7             | 3             | 2           | 2             | 10           | 8              | +2                 |
| Coupe de France               | 4             | 4             | -           | -             | 14           | 4              | +10                |
| Coupe de la Ligue             | 3             | 2             | 1           | -             | 9            | 4              | +5                 |
| Total                         | 40            | 19            | 10          | 11            | 73           | 42             | +31                |
| Matchs amicaux                | 5             | 1             | 0           | 4             | 7            | 13             | -6                 |

### Individuelles

#### Statistiques buteurs
Mise à jour effectuée le 1er mars 2020 à l'issue de la 27e journée de Ligue 1. ,
| Place | Nom                 | Ligue 1 | Coupe de France | Coupe de la Ligue | Ligue des champions | TOTAL des BUTS |
| ----- | ------------------- | ------- | --------------- | ----------------- | ------------------- | -------------- |
| 1     | Moussa Dembélé      | 16      | 4               | 2                 | -                   | 22 buts        |
| 2     | Memphis Depay       | 9       | -               | -                 | 5                   | 14 buts        |
| 3     | Houssem Aouar       | 3       | 2               | 3                 | 1                   | 9 buts         |
| 4     | Maxwel Cornet       | 4       | 1               | -                 | -                   | 5 buts         |
| 4     | Martin Terrier      | 1       | 2               | 1                 | 1                   | 5 buts         |
| 6     | Bertrand Traoré     | 1       | -               | 2                 | 1                   | 4 buts         |
| 7     | Jean Lucas          | 1       | -               | 2                 | -                   | 3 buts         |
| 7     | Rayan Cherki        | -       | 3               | -                 | -                   | 3 buts         |
| 7     | Lucas Tousart       | 2       | -               | -                 | 1                   | 3 buts         |
| 10    | Jeff Reine-Adélaïde | 2       | -               | -                 | -                   | 2 buts         |
| 10    | Karl Toko Ekambi    | 2       | -               | -                 | -                   | 2 buts         |
| 10    | Joachim Andersen    | 1       | -               | -                 | 1                   | 2 buts         |
| 13    | Maxence Caqueret    | -       | 1               | -                 | -                   | 1 but          |
| Total | 13 buteurs          | 42 buts | 13 buts         | 10 buts           | 10 buts             | 75 buts        |

#### Statistiques passeurs
Mise à jour effectuée le 1er mars 2020 à l'issue de la 27e journée de Ligue 1.,
| Place | Nom                 | Ligue 1   | Coupe de France | Coupe de la Ligue | Ligue des champions | TOTAL des passes |
| ----- | ------------------- | --------- | --------------- | ----------------- | ------------------- | ---------------- |
| 1     | Moussa Dembélé      | 2         | 2               | 2                 | 1                   | 7 passes         |
| 2     | Houssem Aouar       | 2         | -               | 1                 | 3                   | 6 passes         |
| 3     | Maxwel Cornet       | 3         | 1               | -                 | 1                   | 5 passes         |
| 3     | Thiago Mendes       | 4         | -               | 1                 | -                   | 5 passes         |
| 5     | Bertrand Traoré     | 3         | 1               | -                 | -                   | 4 passes         |
| 6     | Jeff Reine-Adélaïde | 3         | -               | -                 | -                   | 3 passes         |
| 6     | Lucas Tousart       | 2         | -               | -                 | 1                   | 3 passes         |
| 6     | Martin Terrier      | 2         | 1               | -                 | -                   | 3 passes         |
| 9     | Memphis Depay       | 2         | -               | -                 | -                   | 2 passes         |
| 9     | Léo Dubois          | -         | -               | -                 | 2                   | 2 passes         |
| 9     | Karl Toko-Ekambi    | 1         | 1               | -                 | -                   | 2 passes         |
| 9     | Rayan Cherki        | -         | 2               | -                 | -                   | 2 passes         |
| 13    | Maxence Caqueret    | 1         | -               | -                 | -                   | 1 passe          |
| 13    | Fernando Marçal     | 1         | -               | -                 | -                   | 1 passe          |
| 13    | Jason Denayer       | 1         | -               | -                 | -                   | 1 passe          |
| 13    | Kenny Tete          | -         | -               | 1                 | -                   | 1 passe          |
| Total | 16 passeurs         | 27 passes | 8 passes        | 5 passes          | 8 passes            | 47 passes        |

#### Statistiques détaillées
Mise à jour effectué  le 1er mars 2020.
| Num | Nat. | Nom            | Championnat | Championnat | Championnat | Championnat  | Coupes nationales | Coupes nationales | Coupes nationales | Coupes nationales | Ligue des champions | Ligue des champions | Ligue des champions | Ligue des champions | Total | Total       | Total  | Total        |
| Num | Nat. | Nom            | M.j.        | But inscrit | Averti      | Carton rouge | M.j.              | But inscrit       | Averti            | Carton rouge      | M.j.                | But inscrit         | Averti              | Carton rouge        | M.j.  | But inscrit | Averti | Carton rouge |
| --- | ---- | -------------- | ----------- | ----------- | ----------- | ------------ | ----------------- | ----------------- | ----------------- | ----------------- | ------------------- | ------------------- | ------------------- | ------------------- | ----- | ----------- | ------ | ------------ |
| 1   |      | Lopes          | 25          | 0           | 1           | 0            | 3                 | 0                 | 0                 | 0                 | 7                   | 0                   | 0                   | 0                   | 34    | 0           | 1      | 0            |
| 2   |      | Yanga-Mbiwa    | -           | -           | -           | -            | -                 | -                 | -                 | -                 | -                   | -                   | -                   | -                   | 0     | 0           | 0      | 0            |
| 3   |      | Andersen       | 17          | 1           | 3           | 0            | 6                 | 0                 | 0                 | 0                 | 5                   | 1                   | 1                   | 0                   | 28    | 2           | 4      | 0            |
| 4   |      | Rafael         | 13          | 0           | 3           | 0            | 3                 | 0                 | 2                 | 0                 | 1                   | 0                   | 0                   | 0                   | 17    | 0           | 5      | 0            |
| 5   |      | Denayer        | 24          | 0           | 0           | 0            | 5                 | 0                 | 1                 | 0                 | 6                   | 0                   | 0                   | 0                   | 35    | 0           | 1      | 0            |
| 6   |      | Marcelo        | 16          | 0           | 4           | 0            | 4                 | 0                 | 2                 | 0                 | 7                   | 0                   | 2                   | 0                   | 27    | 0           | 8      | 0            |
| 7   |      | Terrier        | 22          | 0           | 2           | 0            | 6                 | 3                 | 1                 | 0                 | 5                   | 1                   | 0                   | 0                   | 33    | 4           | 3      | 0            |
| 8   |      | Aouar          | 24          | 3           | 2           | 0            | 6                 | 5                 | 2                 | 0                 | 5                   | 1                   | 0                   | 0                   | 34    | 9           | 4      | 0            |
| 9   |      | Dembélé        | 26          | 16          | 2           | 0            | 7                 | 6                 | 0                 | 0                 | 7                   | 0                   | 1                   | 0                   | 40    | 20          | 3      | 0            |
| 10  |      | Traoré         | 22          | 1           | 4           | 0            | 6                 | 2                 | 1                 | 0                 | 5                   | 1                   | 0                   | 0                   | 33    | 4           | 5      | 0            |
| 11  |      | Memphis        | 13          | 9           | 2           | 0            | -                 | -                 | -                 | -                 | 5                   | 5                   | 0                   | 0                   | 18    | 14          | 3      | 0            |
| 12  |      | Mendes         | 22          | 0           | 3           | 1            | 6                 | 0                 | 1                 | 0                 | 5                   | 0                   | 0                   | 0                   | 33    | 0           | 4      | 1            |
| 14  |      | Dubois         | 15          | 0           | 3           | 0            | -                 | -                 | -                 | -                 | 6                   | 0                   | 1                   | 0                   | 21    | 0           | 4      | 0            |
| 16  |      | Racioppi       | -           | -           | -           | -            | -                 | -                 | -                 | -                 | -                   | -                   | -                   | -                   | 0     | 0           | 0      | 0            |
| 17  |      | Reine-Adélaïde | 14          | 2           | 3           | 0            | -                 | -                 | -                 | -                 | 5                   | 0                   | 0                   | 0                   | 19    | 2           | 3      | 0            |
| 18  |      | Cherki         | 6           | 0           | 0           | 0            | 5                 | 3                 | 0                 | 0                 | 1                   | 0                   | 0                   | 0                   | 12    | 3           | 0      | 0            |
| 19  |      | Gouiri         | 1           | 0           | 0           | 0            | 3                 | 0                 | 0                 | 0                 | 1                   | 0                   | 0                   | 0                   | 5     | 0           | 0      | 0            |
| 20  |      | Marçal         | 11          | 0           | 1           | 2            | 5                 | 0                 | 2                 | 0                 | 4                   | 0                   | 1                   | 0                   | 20    | 0           | 4      | 2            |
| 21  |      | Toko-Ekambi    | 7           | 2           | 1           | 0            | 2                 | 0                 | 0                 | 0                 | 1                   | 0                   | 0                   | 0                   | 10    | 2           | 1      | 0            |
| 22  |      | Lucas          | 11          | 1           | 2           | 0            | 4                 | 2                 | 2                 | 0                 | 1                   | 0                   | 0                   | 0                   | 16    | 3           | 4      | 0            |
| 23  |      | Tete           | 18          | 0           | 1           | 0            | 5                 | 0                 | 3                 | 0                 | 2                   | 0                   | 0                   | 0                   | 25    | 0           | 4      | 0            |
| 25  |      | Caqueret       | 7           | 0           | 2           | 0            | 4                 | 1                 | 1                 | 0                 | -                   | -                   | -                   | -                   | 11    | 1           | 3      | 0            |
| 26  |      | Solet          | 1           | 0           | 0           | 0            | -                 | -                 | -                 | -                 | -                   | -                   | -                   | -                   | 1     | 0           | 0      | 0            |
| 27  |      | Cornet         | 21          | 4           | 1           | 0            | 7                 | 1                 | 0                 | 0                 | 5                   | 0                   | 1                   | 0                   | 33    | 5           | 2      | 0            |
| 28  |      | Koné           | 11          | 0           | 1           | 1            | -                 | -                 | -                 | -                 | 5                   | 0                   | 2                   | 0                   | 16    | 0           | 3      | 1            |
| 29  |      | Tousart        | 23          | 2           | 4           | 0            | 7                 | 0                 | 1                 | 0                 | 7                   | 1                   | 0                   | 0                   | 37    | 3           | 5      | 0            |
| 30  |      | Tătărușanu     | 2           | 0           | 0           | 0            | 4                 | 0                 | 0                 | 0                 | -                   | -                   | -                   | -                   | 6     | 0           | 0      | 0            |
| 31  |      | Bard           | 1           | 0           | 0           | 0            | -                 | -                 | -                 | -                 | -                   | -                   | -                   | -                   | 1     | 0           | 0      | 0            |
| 35  |      | Fofana         | -           | -           | -           | -            | -                 | -                 | -                 | -                 | -                   | -                   | -                   | -                   | 0     | 0           | 0      | 0            |
| 39  |      | Guimarães      | 2           | 0           | 1           | 0            | -                 | -                 | -                 | -                 | 1                   | 0                   | 0                   | 0                   | 3     | 0           | 1      | 0            |